# Platonești (gmina)
Platonești – gmina w Rumunii, w okręgu Jałomica. Obejmuje miejscowości Lăcusteni i Platonești. W 2011 roku liczyła 1798 mieszkańców. 